# Красноармеец (Тверская область)
Красноармеец — деревня в Спировском районе Тверской области.

## География
Находится в центральной части Тверской области на расстоянии приблизительно 8 км по прямой на северо-запад от районного центра поселка Спирово.

## История
С конца XVIII века здесь находился хутор Фельтова. В 1920-е годы недалеко от хутора располагалась воинская часть Вышневолоцкого полка, предназначенная для ликвидации кулачества и проведения массовой коллективизации в районе и построившая на хуторе (позднее деревне) некоторые постройки. В начале 1930-х годов здесь создается колхоз «Красноармеец», позже деревня входила в состав колхозов им. Сталина и «Мир». До войны здесь уже было 26 жилых домов. До 2021 года деревня входила в состав Пеньковского сельского поселения Спировского района до его упразднения.

## Население
Численность населения: 4 человек (русские 50 %, карелы 50 %) в 2002 году, 5 в 2010.